# Дублініно (Калінінградська область)
Дублініно (рос. Дублинино) — селище Славського району, Калінінградської області Росії. Входить до складу Тимірязевського сільського поселення.
Населення —  104 особи (2015 рік). 

## Населення
| 2002 | 2010 |
| ---- | ---- |
| 93   | ↗104 |